# El Pont de Suert
el Pont de Suert este o localitate în Spania în comunitatea Catalonia în provincia Lleida. În 2006 avea o populație de 2.317 locuitori.
1. ↑   https://www.ccma.cat/324/dissabte-de-constitucio-dels-ajuntaments-barcelona-i-ripoll-principals-incognites/noticia/3235709/, accesat în 19 iunie 2023 Lipsește sau este vid: |title= (ajutor)
2. 1 2   http://www.idescat.cat/pub/?id=aec&n=925&t=2016 Lipsește sau este vid: |title= (ajutor)